# Nikolai Nikolajewitsch Assejew

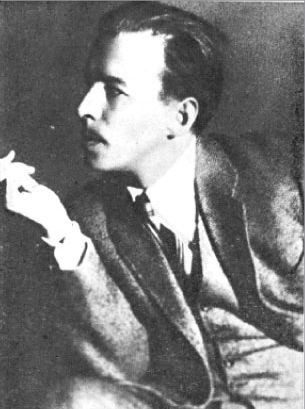
Nikolai Assejew

Nikolai Nikolajewitsch Assejew (russisch Николай Николаевич Асеев; * 27. Junijul. / 9. Juli 1889greg. in Lgow; † 16. Juli 1963 in Moskau) war ein russischer Dichter und Literaturkritiker.
Assejew gilt insgesamt als Vertreter des Sozialistischen Realismus; sein Spätwerk ist stark von den Entbehrungen des Zweiten Weltkrieges geprägt.
Seine ersten Veröffentlichungen 1913 bis 1914 standen unter dem Einfluss des Symbolismus; danach wandte er sich nach Bekanntschaft mit Welimir Chlebnikow und Wladimir Majakowski der slawischen Mythologie und dem Futurismus zu. Nach der Oktoberrevolution trug seine Lyrik revolutionär-romantische Züge. In den 1920er Jahren war Assejew eine der Schlüsselfiguren der Künstlergruppe Linke Front der Kunst (LEF).
Assejew schuf auch russische Nachdichtungen fremdsprachiger Lyrik, so der Gedichte von Mao Zedong (1957).
Er erhielt den Stalinpreis (1941), den Leninorden und den Rotbannerorden der Arbeit.